# ستوكورن
ستوكورن (بالإنجليزية: Stockhorn)‏ هو أحد جبال سلسلة جبال الألب البرنية ويقع في كانتون برن في سويسرا. يحتل المرتبة رقم 360 في قائمة جبال سويسرا من حيث الارتفاع، إذ يبلغ ارتفاعه حوالي 2190 متر، بينما يبلغ ارتفاع نتوء الجبل 399 متر.